# Jorden de ärvde
Jorden de ärvde (2009) är en bok av Björn af Kleen som ingående beskriver den svenska adelns roll i det nutida Sverige och intar en kritisk hållning till fideikommissinstitutet. af Kleen intervjuar ett antal fideikommissarier.

## Fideikommiss och andra gårdar omnämnda i boken
- Bergkvara
- Björnstorps fideikommiss
- Brevens bruk
- Erstavik
- Norrnäs
- Räfsnäs kungsgård
- Segersjö
- Svenstorps fideikommiss
- Övre Torp